# Hortobágyi Éva
Hortobágyi Éva (Bácsbokod, 1950. január 1. –) a Magyar Televízió szerkesztő-műsorvezetője, az MTV egykori elnöki tanácsadója.

## Életpályája
A kecskeméti Katona József Gimnáziumban végzett, majd 1968-tól a Budapesti Műszaki Egyetem építészmérnöki karán tanult. A Riporter Kerestetik című műsorba jelentkezett és 1975 decemberétől Polgár Dénes mellett dolgozott az MTV szerkesztő riportereként. 1978 és 1988 között az MTV gazdaságpolitikai műsorainak szerkesztője és műsorvezetője, majd a belpolitikai főszerkesztőség főmunkatársa volt. A Magyar Televíziónál az Ablak című műsorban Déri János mellett volt műsorvezető. 1999 végén bocsátották el a csatornától. 2002 után elnöki tanácsadóként visszatért az MTV-hez. 2004-ben ötlete alapján létrejött az MTV Rt. Örökös Tag Alapítvány, melynek kuratóriumi elnöke volt. 2008 és 2010 között a Magyar Rádió kuratóriumának is tagja volt. Nyugdíjas, két gyermek édesanyja.